# نيكي هيلي
نيمراتا راندهاوا «نيكي حالي»  (من مواليد 20 يناير 1972) هي سياسية أمريكية من أصل آسيوي تابعة للحزب الجمهوري شغلت منصب محافظ ولاية كارولاينا الجنوبية منذ عام 2011. قبل انتخابها في 2010 المحافظ رقم 116 للولاية. مثلت مقاطعة ليكسينغتون في مجلس النواب في كارولاينا الجنوبية. وهي أول امرأة تتولى منصب محافظ لولاية كارولينا الجنوبية في سن ال 43، كما أنها أصغر محافظ حالي في الولايات المتحدة. هي المحافظ الأمريكي الهندي الثاني في الولايات المتحدة، بعد بوبي جندال من لويزيانا. كما أنها تشغل أيضا منصب الرئيس لمجلس أمناء جامعة كارولاينا الجنوبية خلال فترة عملها في المكتب. في 2012، أعلن المرشح الجمهوري ميت رومني نيّته في اتخاذها نائبة له في انتخابات الرئاسة الأمريكية عام 2012 . لكنها رفضت هذا العرض معللة ذلك بانشغالها بمنصب حاكمة جنوب كارولاينا.
في 23 نوفمبر 2016، أُعلن أن نيكي هالي ستُرشَّح لمنصب سفيرة الولايات المتحدة لدى الأمم المتحدة في إدارة الرئيس المنتخب دونالد ترامب، بانتظار موافقة مجلس الشيوخ. وافق مجلس الشيوخ على ترشيح دونالد ترمب لها لتشغل منصب مندوبة الولايات المتحدة لدى الأمم المتحدة. في عام 2016، اختارتها مجلة تايم كواحدة من أكثر الشخصيات المؤثرة لعام 2016.
أعلنت يوم الأربعاء الموافق 10 أكتوبر 2018 استقالتها من منصب مندوبة الولايات المتحدة في الأمم المتحدة بداعي انها ستأخذ قسطاً من الراحة وقد أعلن الرئيس الأميركي دونالد ترمب انه قبل الاستقالة. قال سفيرة الرئيس ترامب لدى الأمم المتحدة، نيكي ر. هالي، يوم الثلاثاء إنها ستستقيل في نهاية العام، مسجلة خروج إحدى النساء القلائل في إدارة ترامب.  وفي 3 مارس 2024 فازت بالانتخابات التمهيدية للحزب الجمهوري للترشح للانتخابات الرئاسية عن ولاية واشنطن وتعد نيكي هيلي المنافسة الوحيدة المتبقية للرئيس السابق دونالد ترمب. وفي 6 مارس 2024 أعلنت هيلي انسحابها من سباق الحزب الجمهوري للانتخابات الأميركية، مما ضمن فوز دونالد ترامب بترشيح الحزب ومواجهة الرئيس الديمقراطي، جو بايدن، مرة أخرى في الانتخابات الرئاسية.

## نشأتها
ولدت نيماراتا نيكي راندهاوا في مستشفى مقاطعة بامبرغ في بامبرغ، كارولينا الجنوبية، لأبوين مهاجرين من السيخ من منطقة امريتسار، ولاية بنجاب، في الهند. حيث كان والدها يدرس في جامعة البنجاب الزراعية وكانت والدتها قد حصلت على شهادة المحاماة من جامعة دلهي. هاجر والداها أجيت سينغ راندهاوا إلى كندا سنة 1969 وحصل والدها على شهادة من جامعة كولومبيا البريطانية وبعدها انتقلوا إلى ولاية كارولاينا الجنوبية في الولايات المتحدة حيث ولدت نيكي.

## الاحتكاك بدونالد ترامب
دعمت هيلي وبدأت حملة لصالح السيناتور الأمريكي ماركو روبيو من فلوريدا خلال الانتخابات التمهيدية الرئاسية للحزب الجمهوري لعام 2016، ودعمت تيد كروز بعد انسحاب روبيو من الانتخابات.

حذرت هيلي في يونيو 2016 من أن خطاب ترامب في الذكرى السنوية الأولى لإطلاق النار على كنيسة تشارلستون قد يؤدي إلى مأساة عنيفة. لاقت هيلي اهتمامًا إعلاميًا كبيرًا لقولها «هداك الله» ردًا على هجوم ترامب، وكان ترامب قد هاجمها على منصة تويتر (إكس حاليًا) بعد أن طالبته بإظهار سجلاته الضريبية، وقالت خلال الانتخابات:
لن أتوقف حتى نقاتل رجلًا اختار عدم التبرؤ من منظمة كو كلوكس كلان. هذا ليس جزءًا من حزبنا. هذا ليس من نريده رئيسًا، ولن نسمح بذلك في بلادنا.
اعترفت هيلي بأنها «ليست من المعجبين» بترامب في أكتوبر 2016، وقالت إنها ستصوت له وأيدته باعتباره «أفضل شخص يعتمد على السياسات ويتعامل مع أشياء مثل أوباما كير».
رشح دونالد ترامب هيلي لمنصب سفيرة الولايات المتحدة لدى الأمم المتحدة في يناير 2017 بعد انتخابه رئيسًا للولايات المتحدة في عام 2016. أدت هيلي اليمين كسفيرة للأمم المتحدة في 25 يناير 2017 بعد تأكيد مجلس الشيوخ الأمريكي على ذلك.
ظلت هيلي داعمة لإدارة ترامب بعد استقالتها من منصب سفيرة الأمم المتحدة في ديسمبر 2018، ووصفت ترامب بأنه «صديق»، وقالت إنها «فخورة بنجاحات الإدارة» و«لن أعتذر» عن العمل مع ترامب. قالت بعد خسارة ترامب في الانتخابات أمام جو بايدن: «أنا أفهم الرئيس. أفهم حقًا أنه يعتقد من أعماق قلبه أنه مظلوم. هذا ليس اختلاقًا منه للأمور».
وصفت هيلي تصرفات ترامب حول اقتحام مبنى الكابيتول الأمريكي عام 2021 بأنها «ليست الأفضل»، ولكنها عارضت دعوى عزل ترامب الثانية، وانتقدت الديمقراطيين والصحفيين في برنامج زاوية إنغرام مع لورا إنغرام على قناة فوكس نيوز. قالت أيضًا، في تلك المقابلة التي أجريت في 25 يناير، إنها ستصوت ضد الإقالة: «سيجرون عملية عزل له، ولكنهم يقولون إنهم مع الوحدة. لقد هاجموه قبل أن يتولى منصبه، وسيهاجمونه بعد أن يترك منصبه. يجب أن يتركوه وشأنه في مرحلة ما. أعني، امضوا قدمًا».
قالت هيلي في مقابلة في 12 يناير 2021، نُشرت بعد شهر بينما كانت المحاكمة الثانية لدعوى عزل ترامب الثانية جارية بتهمة التحريض على هجوم 6 يناير: «يجب أن نعترف بأنه خذلنا. لقد سلك طريقًا لا ينبغي أن يسلكه، ولم يكن ينبغي لنا أن نتبعه، وما كان ينبغي لنا أن نستمع إليه ولا يمكننا أن نسمح بحدوث ذلك مرة أخرى». ذكرت صحيفة بوليتيكو في فبراير 2021 أن هيلي تواصلت مع ترامب لطلب اجتماع في مارالاغو، ولكن قيل إن ترامب رفض الطلب.
أجابت هيلي، عندما سُئِلَت عما إذا كان ترامب صديقًا في فبراير 2021، بالقول: «الصديق مصطلح فضفاض». انتقدت دور ترامب خلال اقتحام مبنى الكابيتول الأمريكي في عام 2021، قائلة إنها كانت غاضبة لأن ترامب لم يتخذ أي إجراء لحماية نائب الرئيس بنس، وأضافت: «عندما أقول لك إنني غاضبة، فهذا يقلل من شأن الأمر».
كتبت هيلي في مقال افتتاحي نُشر في صحيفة وول ستريت جورنال في فبراير 2021: «كانت معظم سياسات السيد ترامب الرئيسية رائعة، وجعلت أمريكا أقوى وأكثر أمانًا وازدهارًا. كانت العديد من أفعاله منذ الانتخابات خاطئة وسيحكم عليها التاريخ بقسوة. سأدافع بكل سرور عن الجزء الأكبر من سجل ترامب وتصميمه على تغيير الوضع الراهن الفاسد في واشنطن».
كررت هيلي قولها إنها ستدعم ترامب في عام 2024 إذا حصل على ترشيح الحزب الجمهوري، حتى لو أدين بتهم جنائية. أكدت أيضًا أن ترامب لا يمكنه الفوز في الانتخابات العامة. قالت أيضًا أثناء ظهورها في سبتمبر 2023 في برنامج واجه الأمة (Face the Nation) إنها ستدعم المرشح الرئاسي الجمهوري «دائمًا»، ولكنها أضافت أن الأمريكيين «لن يصوتوا لمجرم مدان». ألمحت هيلي في مارس 2024 إلى أنها قد لا تؤيد ترامب، وأكدت أنها لم تعد ملزمة بتعهدها بدعم المرشح الجمهوري النهائي.
قالت هيلي إنها تنوي التصويت لصالح ترامب في 22 مايو 2024.

## سياسة ما بعد الرئاسة
أُعلِنَ في 15 أبريل 2024 أن هيلي ستنضم إلى معهد هدسون، وهو مؤسسة فكرية محافظة، ووصفت في بيان صدر في نفس اليوم عمل المجموعة بأنه «حاسم»، وقالت إنها «تتطلع إلى الشراكة معهم للدفاع عن المبادئ التي تجعل أمريكا أعظم دولة في العالم»، وستكون بمثابة والتر بّي. ستيرن الجديد.
استمرت هيلي بالحصول على أصوات في الانتخابات التمهيدية للحزب الجمهوري بعد فبراير ووصلت أحيانًا إلى 20%، وذلك على الرغم من تعليق حملتها. أكد ترامب في 11 مايو أنه لن يأخذ هيلي بعين الاعتبار لتكون نائبته في انتخابات 2024. أعلنت الأخيرة بعد عشرة أيام أنها ستصوت لصالح ترامب في الانتخابات العامة، ووصفت صحيفة نيو ريببلك إعلانها بأنه تأييد.
زارت هيلي إسرائيل خلال الحرب بين إسرائيل وحماس في مايو 2024، وكتبت «اقضوا عليهم!»، ووقعت اسمها على قذائف المدفعية، ولكنها واجهت جدلًا بسبب اتهام إسرائيل بارتكاب جرائم إبادة جماعية.

## روابط خارجية
- نيكي هيلي على موقع IMDb (الإنجليزية)
- نيكي هيلي على موقع الموسوعة البريطانية (الإنجليزية)
- نيكي هيلي على موقع مونزينجر (الألمانية)
- نيكي هيلي على موقع إن إن دي بي (الإنجليزية)
- نيكي هيلي على موقع قاعدة بيانات الفيلم (الإنجليزية)